# Brighton International 1989 - Doppio
Il doppio del torneo di tennis Brighton International 1989, facente parte del WTA Tour 1989, ha avuto come vincitrici Katrina Adams e Lori McNeil che hanno battuto in finale Hana Mandlíková e Jana Novotná 4-6, 7-6, 6-4.

## Teste di serie
1. Hana Mandlíková /  Jana Novotná (finale)
2. Katrina Adams /  Lori McNeil (campionesse)

1. Nathalie Tauziat /  Judith Wiesner (semifinali)
2. Rachel McQuillan /  Elna Reinach (quarti di finale)

## Tabellone

### Legenda
| - Q = Qualificato - WC = Wild card - LL = Lucky loser | - ALT = Alternate - SE = Special Exempt - PR = Protected Ranking | - w/o = Walkover - r = Ritirato - d = Squalificato |